# Orchestre Symphonique Kimbanguiste
Das Orchestre Symphonique Kimbanguiste (OSK) ist ein in Kinshasa beheimatetes Sinfonieorchester, das einzige seiner Art in Zentralafrika.

## Geschichte
Das Orchester wurde von Armand Diangienda, dem Enkel von Simon Kimbangu, dem Begründer der unabhängigen christlichen Kimbanguistenkirche, ins Leben gerufen. Das erste Konzert fand am 3. Dezember 1994 im Palais du Peuple Kinshasa statt. Der ehemalige Pilot und musikalische Autodidakt begann den Ausbau des Orchesters unter schwierigsten Verhältnissen mit nur zwölf Musikern. Zum Teil mussten diese ihre Instrumente selbst bauen. Das Orchester wuchs aber mit den Jahren bis auf etwa 200 Mitwirkende an. Es versucht, entsprechend der pazifistischen und weltoffenen Orientierung der Religionsgemeinschaft, in der indigenen Bevölkerung das Verständnis und die Akzeptanz für europäische Kunstmusik zu fördern. Ein deutscher Dokumentarfilm von Martin Baer und Claus Wischmann mit dem Titel Kinshasa Symphony weckte 2010 internationales Interesse für diese ungewöhnliche kulturelle Initiative.